# مین بیونگ-دائه
مین بیونگ-دائه (انگلیسی: Min Byung-dae; ۲۰ فوریهٔ ۱۹۱۸ – ۴ ژانویهٔ ۱۹۸۳) بازیکن فوتبال اهل کره جنوبی بود.
وی همچنین در تیم‌های ملی فوتبال ژاپن و کره جنوبی بازی کرده‌است.